# Estructura de impacto de Azuara

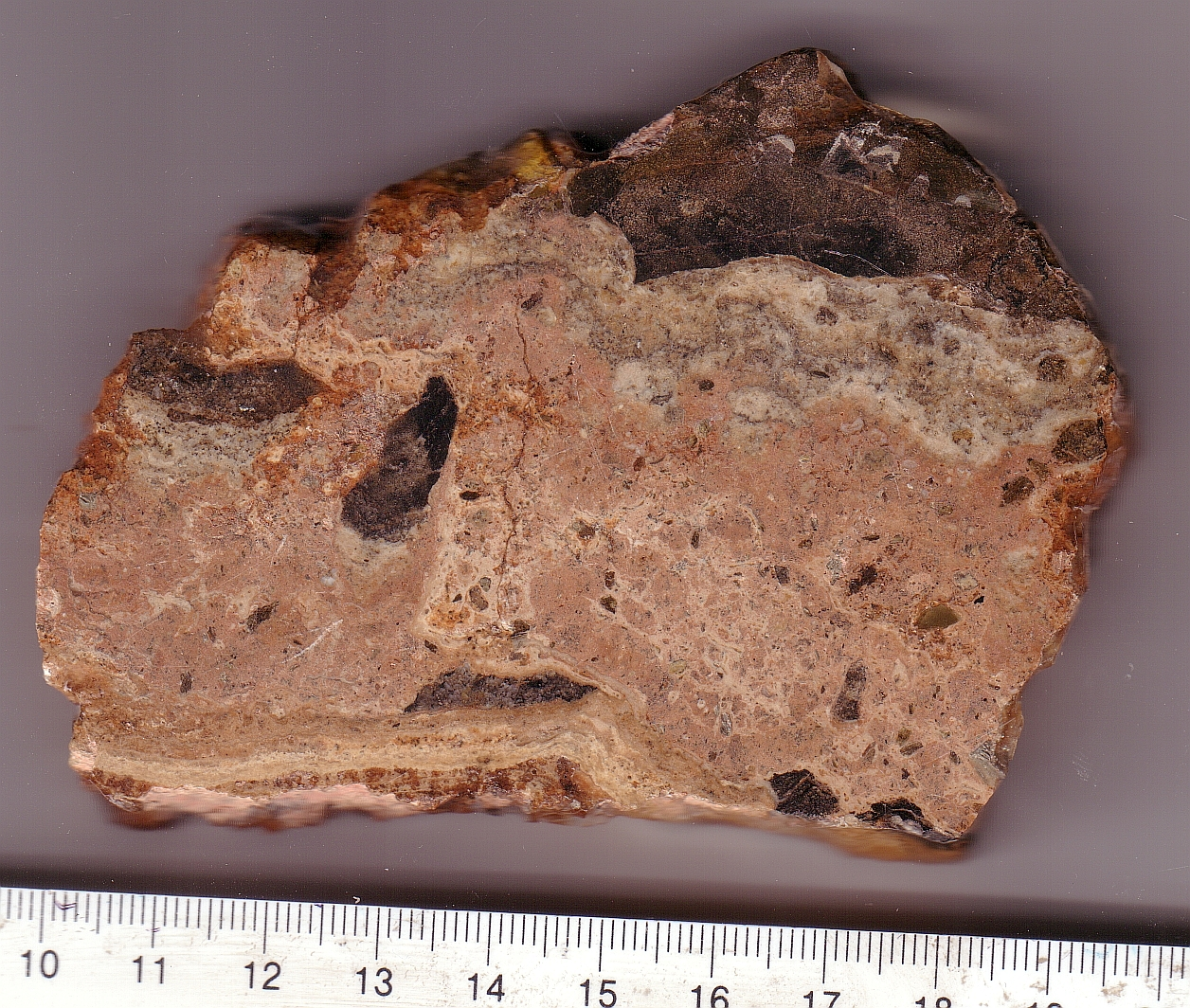
Rasgo de impacto: Brecha polimíctica con metamorfismo de choque del cráter de Azuara.

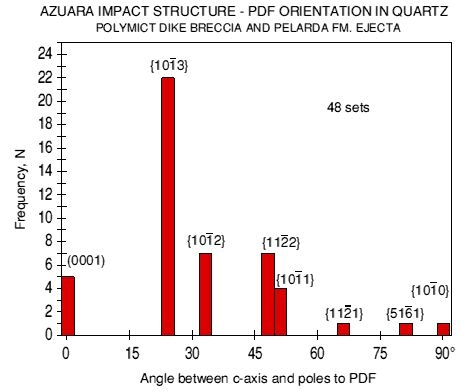
Rasgo de impacto: Estructura de impacto de Azuara - Histograma con la orientación de PDFs (Planar Deformation Features) en cuarzos.

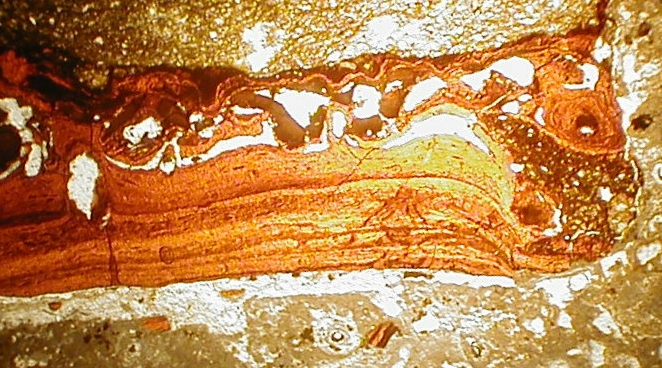
Rasgo de impacto: Fragmento de vidrio fundido en un dique de brecha polimíctica del cráter de Azuara. Lámina delgada. Ancho 9 mm.

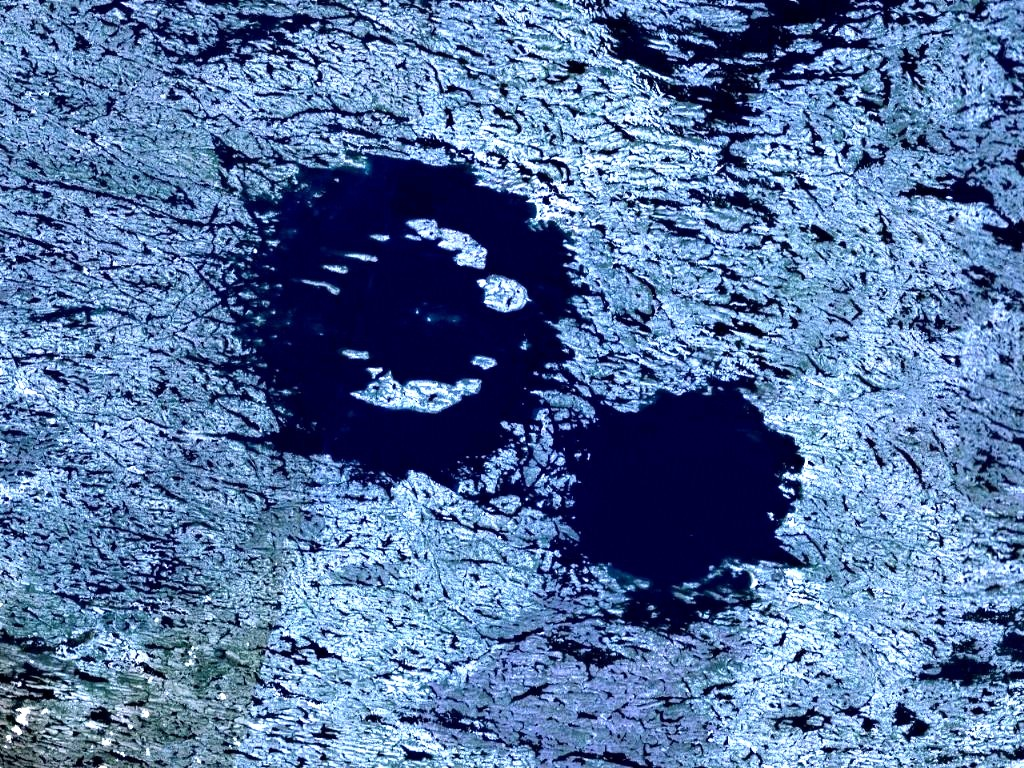
Cráter doble de impacto en Clearwater Lakes, Canadá. Estructura similar a Azuara-Rubielos de la Cérida.

La estructura o cráter de impacto de Azuara, de unos 35-40 km de diámetro, está situado en el noreste de España, a unos 50 km al sur de Zaragoza. Recibe ese nombre por el pueblo de Azuara, localizado aproximadamente en el centro de la estructura.
Las primeras pistas sobre su origen las dio Wolfgang Hammann (†) a principios de los 80, siendo Johannes Fiebag (†) el que aportó las primeras pruebas de campo. En un artículo de 1985 se constata la presencia de metamorfismo de choque en la zona, siendo considerada desde entonces la estructura de Azuara como un cráter de impacto. Por los datos estratigráficos y paleontológicos se estima que la edad del cráter es de unos 30-40 millones de años (Eoceno superior-Oligoceno).
La zona interna de la estructura está cubierta por sedimentos cenozoicos depositados con posterioridad al impacto, pero en la zona externa sí existen buenos afloramientos.

## Evidencias de impacto[4][5][6]
Se ha documentado la presencia de brechas polimícticas y monomícticas, diques de brecha, megabrechas, ejecta, bloques dislocados, anomalías geofísicas y metamorfismo de choque. En las brechas y diques de brecha aparecen vidrios, cristales diaplécticos y Rasgos de Deformación Planar (PDFs) en cuarzos. Estos últimos son abundantes en los cantos de cuarcita de la Formación Pelarda, interpretada como el ejecta del cráter. Los planos cristalográficos de microdeformación más abundantes en los cuarzos estudiados son {\displaystyle {\begin{Bmatrix}{\bar {1013}}\end{Bmatrix}}} y {\displaystyle {\begin{Bmatrix}{\bar {1012}}\end{Bmatrix}}}, como se puede ver en el histograma. La abundancia de estas orientaciones en los planos de microdeformación de los cuarzos solo se encuentra en otras estructuras de impacto o en rocas donde se han realizado ensayos de explosiones nucleares.

## Controversia
Al igual que otras estructuras de impacto, como el cráter Ries de Nördlinger, el cráter de Vredefort o la cuenca de Sudbury, se ha debatido mucho sobre el origen de la estructura de Azuara. Algunos geólogos españoles y los responsables de la prestigiosa base de datos de estructuras de impacto de la Universidad de Nuevo Brunswick aceptan Ries, Vredefort y Sudbury como estructuras impactogénicas, pero no encuentran suficientes evidencias inequívocas para admitir el impacto de un meteorito como causa de la formación de la estructura de Azuara. Interpretan que los supuestos efectos de choque son producidos por causas tectónicas, que los posibles ejecta (Formación Pelarda) son en realidad de depósitos fluviales cuaternarios, que la estructura circular es debida a la presencia de un domo granítico y que los diques-brecha y las supuestas brechas de impacto son fenómenos cársticos.
| Rasgo geológico           | Interpretación pro-impacto | Interpretación alternativa    |
| Metamorfismo              | Metamorfismo de choque     | Tectónica                     |
| Formación Pelarda         | Ejecta                     | Depósito fluvial cuaternario  |
| Brechas, diques de brecha | Brechas de impacto         | Fenómenos cársticos (colapso) |
| Estructura circular       | Cráter de impacto          | Plutón granítico              |

## Cráter múltiple
Desde 1994 se propone que hay evidencias que indicarían que la estructura de Azuara sería solo una parte de un evento de impacto múltiple (Evento de Impacto de Azuara). Así lo indica la cercanía a la cuenca de Rubielos de la Cérida, donde supuestamente aparecen evidencias de impacto, como su morfología, brechas monomícticas y polimícticas, megabrechas, depósitos de ejecta, metamorfismo de choque, suevitas o rocas fundidas.